# Centre de valorisation organique de Sequedin
Pour les articles homonymes, voir CVO.
Le Centre de valorisation des déchets organiques (CVO) de Sequedin est le principal centre de traitement des déchets organiques de la métropole européenne de Lille. Il se situe sur les communes de Loos et de Sequedin, en bordure du canal de la Deûle. 

## Historique
Conçu par l'architecte Luc Delemazure, il a été mis en service en mars 2007 et inauguré le 20 septembre 2007 par le président de la Communauté urbaine de Lille Pierre Mauroy (PS). L'investissement total s'élevait à 55 millions d'euros, partagés notamment avec l'Ademe et Voies navigables de France. L'installation est la plus grande d'Europe en 2016.
D'abord exploité par une filiale de Dalkia et Ramery Environnement, le site est géré par Suez Environnement et Engie depuis début 2018.

## Activités
Actuellement, l'usine emploie une quarantaine de personnes.
Le site peut traiter 108 000 tonnes de déchets fermentescibles provenant de l'ensemble de la métropole lilloise (1,2 million d'habitants), :
- déchets de cuisine et de jardin, collectés chez les particuliers ;
- déchets verts provenant des déchèteries et des espaces verts publics ;
- déchets des marchés municipaux ;
- déchets des restaurations collectives.

Le traitement de ces déchets devrait en théorie produire par an 4 millions de Nm3 de biogaz (méthane à 55-60 %) et 34 500 tonnes de compost. En pratique en 2015, le site a traité 51.500 tonnes de biodéchets, produit 1 million de m3 de biogaz et 19.300 tonnes de compost.
Le biogaz produit par un procédé de digestion thermophile est injecté à 100 % dans le réseau de GrDF depuis 2011. Ce fut d'ailleurs une grande première pour GrDF, qui a depuis signé d'autres contrats d'injection dans son réseau.
Le CVO produit du biogaz, séché et nettoyé pour en faire du biométhane qui devait initialement alimenter les bus du réseau urbain de Lille (Transpole, renommé Ilévia en 2019). Mais la revente à Engie s'est avérée plus intéressante pour deux raisons, d'abord un prix de rachat qui doit rapporter à Lille Métropole une recette de 2 millions d'euros à terme, ensuite pratique : la production de biogaz est continue mais la consommation des bus est discontinue, entraînant des besoins de stockage importants. 
Quant au compost produit, il est évacué par péniche et sert d'engrais à l'agriculture de la région.
Le site du CVO abrite également un centre de transfert des déchets ménagers non organiques (CTM). Ces déchets arrivent au centre par la route ou par transport fluvial (containers sur péniches apportés via la Deûle. Ensuite, compactés pour être moins volumineux, ils sont chargés dans des conteneurs et évacués par péniches vers le centre d'incinération de Halluin, au nord de Lille.
Afin d'éviter les nuisances essentiellement olfactives aux abords de l'usine, celle-ci a été mise en dépression pour éviter les fuites d'air malodorantes. L'air vicié intérieur est aspiré vers des tours de lavage, puis vers un biofiltre avant d'être rejeté dans l'atmosphère ; ce biofiltre est composé de résidus d’épis de maïs. Les bactéries présentes dans cette matière éliminent les odeurs nauséabondes de l'air qui circule à travers le biofiltre.  
Les résidus de la digestion thermophile (sorte de boues appelées digestats) sont mélangés aux déchets verts. L'ensemble est traité dans des tunnels de compostage. Le compost ainsi produit est stocké dans un hall de maturation avant d'être trié puis évacué du site.
Les procédés de compostage et de maturation du compost nécessitent beaucoup d'eau. Afin de ne pas solliciter le réseau d'eau potable urbain, une récupération de l'eau de pluie a été mise en place. Toutes les toitures de l'usine récupèrent l'eau de pluie, toute l'année. Cette eau est stockée dans d'énormes réservoirs enterrés aux abords des bâtiments.

## Activités externes
Le CVO de Sequedin fait partie des sites pilotes du projet européen Biogasmax. Dans ce cadre, il contribue à l'évaluation des impacts économiques et environnementaux de l'utilisation du biogaz carburant dans les transports en commun.
Le site peut être visité par des groupes d'une quinzaine de personnes. Un circuit de visite a été spécialement aménagé dans l'usine. Les scolaires sont accueillis à partir du CM1.